# Сойлыбаев, Бекман Беркинович
Бекман Сойлыбаев (род. 12 августа 1990 года, Сарыагаш, Южно-Казахстанская область, Казахская ССР, СССР) — казахстанский боксёр-профессионал, выступающий во втором полулёгком весе (super featherweight 58,967 кг, 130 фунтов).
Обладатель чемпионских титулов WBA NABA USA, WBC Eurasia Pacific Boxing Council, WBC International, WBA Inter Continental

## Биография
Родился в городке Сарыагаш Южно-Казахстанской области Казахстана 12 августа 1990 года. После трёх лет занятия борьбой перешёл в боксёрскую секцию. «Входил в состав сборной Казахстана. Был вторым, третьим номером, ездил на международные турниры, стабильно был призёром или побеждал». В 2012 году окончил Казахскую академию спорта и туризма.
Бронзовый призёр чемпионата Казахстана (2012, 2013). В 2011 и 2013 годах выигрывал международный турнир Нурмаганбетова, в 2012 году — Мемориал Макара Мазая, в 2013 году — Мемориал Педро Саэса Бенедикто. В июне 2014 года стал чемпионом мира среди военнослужащих в весе до 60 кг на турнире в Алматы. И получил приглашение перейти в профессиональный бокс от компании «Diamond Ring», созданной для развития профессионального бокса в Казахстане и популяризации этого вида спорта.

## Профессиональная карьера
Уже 1 августа 2014 года дебютировал на профи-ринге в Киеве (Украина), победив местного боксёра Дмитрия Пашкова. 4 октября нокаутировал другого украинского боксёра Павла Петрова во Львове, а 13 декабря победил в Киеве Дмитрия Аушева.
В 2015 году Бекман ездил в Калифорнию (США), где нокаутировал американца Хосе Гомеса (3-8-1) в 3-м раунде, мексиканца Серхио Нахеру (10-19-2, 4КО) на 38-й секунде 1 раунда и победил в упорном бою опытного мексиканца Хосе Луиса Арайзу (31-12-1, 22 КО), дважды послав того в нокдаун. Год закончил, победив грузинского боксёра Кахабера Аветисяна (42-32-1, 25 КО) в Киеве в 8 раундах единогласным решением судей.
В феврале 2016 года Бекман в Калифорнии завоевал вакантный пояс WBA-NABA USA чемпиона Северной Америки, обыграв мексиканца Мойзеса Дельгадильо (15-13-2, 8 КО) в 8 раундах. А 14 мая выиграл вакантный пояс WBC Eurasia Pacific Boxing Council в Астане (Казахстан), отправив в нокаут во 2 раунде грузинского боксёра Николоза Кокашвили (17-3-1, 7КО).
10 марта 2017 года в 6-раундовом бою выиграл единогласным решением судей у опытного мексиканца Хермана Мераса (55-42-1, 32 КО) по кличке Panteonero (Могильщик) в Тастине (Калифорния). 29 апреля завоевал очередной чемпионский пояс WBC International в Чиуауа (Мексика), одолев в 10 раундах венесуэльского боксера Самуэля Гонсалеса (15-4-0, 10КО).
19 октября 2017 года успешно защитил свой чемпионский пояс WBC International от мексиканца Фернандо Варгаса (32-12-3, 20КО) в Лас-Вегасе (США), получив при этом травму руки.
На 2018 год боксёр запланировал «провести четыре боя и завоевать еще один чемпионский пояс».

## Результаты боёв
В таблице перечислены результаты всех поединков боксёров.
В каждой строке указан результат поединка. Дополнительно номер поединка обозначен цветом, который обозначает итог поединка. Расшифровка обозначений и цветов представлена в нижеследующей таблице.
| Пример | Расшифровка                     |
| ------ | ------------------------------- |
|        | Победа                          |
|        | Ничья                           |
|        | Поражение                       |
|        | Планируемый поединок            |
|        | Поединок признан несостоявшимся |
| КО     | Нокаут                          |
| ТКО    | Технический нокаут              |
| PTS    | Решение судей (по очкам)        |
| UD     | Единогласное решение судей      |
| MD     | Решение большинства судей       |
| SD     | Раздельное решение судей        |
| RTD    | Отказ от продолжения боя        |
| DQ     | Дисквалификация                 |
| NC     | Поединок признан несостоявшимся |

| Бой | Результат | Рекорд     | Дата            | Соперник                              | Место боя                                         | Раундов   | Примечания |
| --- | --------- | ---------- | --------------- | ------------------------------------- | ------------------------------------------------- | --------- | --- |
| 12  | Победа    | 12-0, 4 КО | 19 октября 2017 | Фернандо Варгас Парра (18-5-1, 13 КО) | Monte Carlo Resort and Casino, Лас Вегас, США     | UD (10)   | Защита (1) титула World Boxing Council International                                                             |
| 11  | Победа    | 11-0, 4 КО | 29 апреля 2017  | Самуэль Гонсалес (15-4-0)             | Gimnasio Manuel Bernardo Aguirre, Чиуауа, Мексика | SD (10)   | Завоевал вакантный титул World Boxing Council International                                                      |
| 10  | Победа    | 10-0, 4 КО | 10 марта 2017   | Херман Мерас (55-42-1)                | Marconi Automative Museum, Тастин, США            | UD (6)    | |
| 9   | Победа    | 9-0, 4 КО  | 14 мая 2016     | Ника Кокашвили (17-3-1)               | Выставочный центр «Корме», Астана, Казахстан      | KO 2 (8)  | Завоевал вакантный титул чемпиона WBC Eurasia Pacific Boxing Council Super Lightweight во втором полулёгком весе |
| 8   | Победа    | 8-0, 3 КО  | 18 февраля 2016 | Мойзес Дельгадильо (15-13-2)          | The Hangar, Costa Mesa, Калифорния, США           | UD (8)    | Завоевал вакантный титул чемпиона WBA -NABA USA Super Lightweight во втором полулёгком весе                      |
| 7   | Победа    | 7-0, 3 КО  | 12 декабря 2015 | Каха Аветисян (42-32-1)               | Дворец спорта, Киев, Украина                      | UD (8)    | |
| 6   | Победа    | 6-0, 3 КО  | 27 августа 2015 | Хосе Луис Арайза (31-13-1)            | The Hangar, Costa Mesa, Калифорния, США           | UD (6)    | |
| 5   | Победа    | 5-0, 3 КО  | 31 июля 2015    | Серхио Нахера (10-19-2)               | Chino Fair Grounds, Chino, Калифорния, США        | TKO 1 (6) | |
| 4   | Победа    | 4-0, 2 КО  | 7 июля 2015     | Хосе Гомес (3-8-0)                    | Sportsmans Lodge, Studio City, Калифорния, США    | KO 3 (6)  | |
| 3   | Победа    | 3-0, 1 КО  | 13 декабря 2014 | Дмитрий Аушев (1-5-0)                 | Дворец спорта, Киев, Украина                      | UD (6)    | |
| 2   | Победа    | 2-0, 1 КО  | 4 октября 2014  | Павел Петров (дебют)                  | Arena Lviv Stadium, Львов, Украина                | TKO 2 (4) | |
| 1   | Победа    | 1-0        | 1 августа 2014  | Дмитрий Пашков (дебют)                | FIGHT HOUSE Sport Pub & SpartaBox, Киев, Украина  | UD (4)    | Профессиональный дебют                                                                                           |